# The Beach Boys (álbum)
The Beach Boys es el vigesimoquinto álbum del grupo homónimo, editado el 10 de junio de 1985. Fue el primer álbum del grupo en ser grabado digitalmente, y también en ser vendido en CD. Desde esta época, aparece en algunos créditos de las canciones el doctor Eugene Landy, quien estaba ayudando a Brian Wilson a salir de su adicción a las drogas.

## Historia
Para este álbum ya existía la nueva tecnología de grabación digital en CD, siendo el primer álbum de The Beach Boys en ser lanzado en ese formato, además es también el primer álbum de estudio sin Dennis Wilson por su fallecimiento en 1983. Todos los miembros: Brian Wilson, Carl Wilson, Mike Love, Bruce Johnston y Al Jardine tomaron un papel activo en el proyecto, escribiendo muchas más canciones para ello de lo que era de costumbre.
El psicólogo de Brian Wilson, Eugene Landy, a quien originalmente se le otorgaron créditos como coautor de las canciones de Wilson, declaró en una entrevista contemporánea: "Soy prácticamente un miembro de la banda [...] Brian tiene el talento para hacer la música. [...] Él es el creador. Los otros miembros de la banda son solo intérpretes. Así que yo soy quien está haciendo el álbum".
Entre los músicos invitados, Ringo Starr tocó la batería en "California Calling", mientras que Stevie Wonder tocó la mayoría de los instrumentos en "I Do Love You".
Aunque "Getcha Back" (cantada por Mike Love y su nuevo compañero musical de The Byrds, Roger McGuinn y el productor Terry Melcher), llegó al puesto n.º 38 en Estados Unidos, el álbum sólo alcanzó el puesto n.º 52 en los Estados Unidos, aun así logró el mejor puesto desde 15 Big Ones de 1976. Después del álbum, CBS Records no renovó contrato con el grupo.
Brian Wilson contribuyó con una canción escrita en 1982 por Dennis Wilson llamada "Oh Lord". También se grabó la canción "At The Hop" con Mike Love en voz principal.
The Beach Boys se reeditó CD junto a Keepin' the Summer Alive.

## Crítica
La reacción crítica fue mixta. En un artículo de la revista Rolling Stone, Parke Puterbaugh calificó el álbum de "bastante entretenido" y añadió que "aunque no es un acto mundial de reafirmación artística, el LP sirve para mostrar esas increíbles voces y para recordarle al mundo que nadie lo hace mejor...'.

## Videos clips
Se produjeron dos videos para la comercialización del álbum: "Getcha Back" y "It's Gettin' Late". Ambos videos se centran en la playa. En "Getcha Back" todos los integrantes (los que vivían en ese entonces), aparecen en una historia de amor de niñez, separado hasta que la pareja alcance la adolescencia.

## Lista de canciones
Todas las canciones escritas y compuestas por Brian Wilson y Mike Love. 
| N.º | Título                                                                                           | Vocalista principal                                                     | Duración |  |
| 1.  | «Getcha Back» (Mike Love y Terry Melcher)                                                        | Mike Love [Brian Wilson coro]                                           | 3:02     |  |
| 2.  | «It's Gettin' Late» (Carl Wilson, Myrna Smith Schilling y Robert White Johnson)                  | Carl Wilson                                                             | 3:27     |  |
| 3.  | «Crack at Your Love» (Brian Wilson y Al Jardine)                                                 | Brian Wilson y Al Jardine                                               | 3:40     |  |
| 4.  | «Maybe I Don't Know» (Carl Wilson, Myrna Smith Schilling, Steve Levine y Julian Stewart Lindsay) | Carl Wilson con Gary Moore en guitarra rítmica                          | 3:54     |  |
| 5.  | «She Believes in Love Again» (Bruce Johnston)                                                    | Carl Wilson y Bruce Johnston con Gary Moore en guitarra                 | 3:29     |  |
| 6.  | «California Calling» (Al Jardine y Brian Wilson)                                                 | Mike Love y Al Jardine con Ringo Starr en percusión                     | 2:50     |  |
| 7.  | «Passing Friend» (George O'Dowd y Roy Hay)                                                       | Carl Wilson con Roy Hay en instrumentación                              | 5:00     |  |
| 8.  | «I'm So Lonely» (Brian Wilson y Eugene E. Landy)                                                 | Brian Wilson y Carl Wilson                                              | 2:52     |  |
| 9.  | «Where I Belong» (Carl Wilson y Robert White Johnson)                                            | Carl Wilson [versos] y Al Jardine [coro]                                | 3:00     |  |
| 10. | «I Do Love You» (Stevie Wonder)                                                                  | Carl Wilson y Al Jardine con Stevie Wonder en maracas, bajo y armónicas | 4:20     |  |
| 11. | «It's Just a Matter of Time» (Brian Wilson y Eugene Landy)                                       | Brian Wilson y Mike Love                                                | 2:23     |  |
| 12. | «Male Ego» (Brian Wilson, Mike Love y Eugene E. Landy)                                           | Brian Wilson y Mike Love                                                | 2:32     |  |

## Créditos
Créditos procedentes de Craig Slowinski, John Brode, Will Crerar y Joshilyn Hoisington. Pistas referidas al lanzamiento en CD.
The Beach Boys
- Al Jardine – voz principal (3, 6, 10) y coros (todas menos 4 y 5), guitarra eléctrica (6)
- Bruce Johnston – voz principal (5) y coros (todas las pistas), Kurzweil K250 (5)
- Mike Love – voz principal (1, 6, 11, 12) y coros (todas menos 4)
- Brian Wilson – voz principal (1, 3, 8, 11, 12) y coros (todas menos 5), Yamaha DX1 (3, 6, 8, 11, 12), Roland Jupiter-8 (3), Oberheim OB-8 (3), Oberheim Xpander (12), piano (6)
- Carl Wilson – voz principal (2, 4, 5, 7-10) y coros (todas las pistas), Yamaha DX1 (2, 4, 9), guitarra eléctrica (2)

Músicos de sesión
- John Alder – guitarra eléctrica (1, 6, 8) y guitarra acústica (1), guitarra synthesizer (4), dobros (11)
- Graham Broad – batería (4), batería y cepillos (11), cascabeles (1), castañas (1), maracas (1), bongos (1), hi-hat (2, 5), cencerro (4), congas (5), sacudidor (5), tom-tom (11), pandereta (1, 11)
- Jeffrey Foskett – coros (5)
- Stuart Gordon – violines (5), violas (5), violonchelo (5)
- Steve Grainger – saxofón barítono (1, 2), saxofón tenor (7)
- Roy Hay – guitarra eléctrica (7), Yamaha DX1 (7), PPG Wave 2.3 (7), Oberheim OB-8 (7), Oberheim Xpander (7), Prophet-5 (7)
- Simon Humphrey – bajo eléctrico (6)
- Judd Lander – armónica (11)
- Steve Levine – programación Fairlight CMI (todas las pistas), programación LinnDrum (1-4, 7, 8, 12), Simmons hi-hat (3)
- Julian Lindsay – Kurzweil K250 (1, 9, 11), PPG Wave 2.3 (1-3, 6, 8, 9, 11, 12), Oberheim OB-8 (2, 4, 6, 9, 11), Yamaha DX1 (1, 2, 4, 5, 9), Oberheim Xpander (5), Prophet-5 (2), Roland Jupiter-8 (4), E-mu Emulator (9), bajo eléctrico (1, 2, 4), órgano (6, 11), piano acústico (10)
- Marcus Miller – bajo eléctrico (3)
- Kenneth McGregor – trombón (2, 5)
- Terry Melcher – Kurzweil K250 y coros (1)
- Gary Moore – guitarra eléctrica (4, 5), Synthaxe (5)
- Ian Ritchie – saxofón tenor (2, 8), Lyricon (3), saxofón barítono (12)
- Dave Spence – trompeta (2)
- Ringo Starr – batería y tímpanos (6)
- Stevie Wonder – Fender Rhodes electric piano (10), armónica (10), bajo eléctrico (10), Simmons drums (10), pandereta (10)